# Кировское сельское поселение (Целинский район)
Кировское сельское поселение — муниципальное образование в Целинском районе Ростовской области.
Административный центр поселения — посёлок Вороново.

## Административное устройство
В состав Кировского сельского поселения входят:
- посёлок Вороново;
- хутор Бочковой;
- хутор Веселый;
- хутор Красный Юг;
- хутор Майский;
- хутор Образцовый;
- хутор Партизан;
- хутор Первомайский;
- посёлок Полянки;
- хутор Самарский;
- хутор Свободный;
- хутор Северный;
- хутор Старченский.

## Население
| 2010  | 2012  | 2013  | 2014  | 2015  | 2016  | 2017  |
| ----- | ----- | ----- | ----- | ----- | ----- | ----- |
| 4423  | ↘4291 | ↘4224 | ↘4153 | ↘4129 | ↘4109 | ↘4050 |
| 2018  | 2019  | 2020  | 2021  |       |       |       |
| ↘3963 | ↘3890 | →3890 | ↘3857 |       |       |       |